# Isole Thule Meridionali
Le Thule Meridionali sono un gruppo di isole che formano parte dell'arcipelago delle Sandwich Australi; sono amministrate come parte del territorio britannico d'oltremare delle Georgia del Sud e Isole Sandwich Australi. Per la Repubblica Argentina le isole sono parte del Dipartimento Isole dell'Atlantico Meridionale della Provincia di Terra del Fuoco, Antartide e Isole dell'Atlantico del Sud.
Il piccolo arcipelago è formato da tre isole: l'isola Bellingshausen, l'isola Cook, e Thule Australe. Le isole sono una regione sterile, con rigide temperature, e senza nessun valore economico, ma solamente strategico. Le isole sono parte di un antico vulcano sommerso, e sono ricoperte da cenere vulcanica e guano di pinguino. Sono presenti foche e banchi di alghe, specialmente in una piccola insenatura dell'isola Thule chiamata Bahía Ferguson.  
Le Thule Meridionali furono così chiamate dai suoi scopritori in quanto ritenute il punto più estremo del mondo.

## Presenza argentina 1976-1982
Nel novembre del 1976 un gruppo della Forza Aerea Argentina sbarcò sull'Isola Morrell (nome con cui gli argentini chiamano l'isola di Thule), e senza informare il governo britannico vi costruirono una piccola base scientifico-militare con alloggi ed un piccolo eliporto per il rifornimento. Stabilirono inoltre una stazione meteorologica, una radio, e posizionarono la bandiera argentina. Tutto questo fu realizzato sotto la direzione del governo militare argentino, per poter reclamare il possesso sulle isole Sandwich Australi. La base fu chiamata Corbeta Uruguay.
Soltanto nel dicembre del 1976 gli inglesi scoprirono l'azione militare argentina. Inizialmente, Londra non reagì verso ciò che era un'invasione militare e la conseguente occupazione dei suoi territori. Passato un anno, la presenza argentina divenne di dominio pubblico. Il Primo Ministro britannico, James Callaghan, decise di non inviare una forza militare per interrompere l'occupazione, privilegiando la diplomazia. Questa mancanza di risposta, e l'intenzione del Governo Britannico di ridurre la presenza militare in Antartide per motivi di bilancio, furono due delle tante ragioni che indussero il Governo Argentino a pensare che poteva parimenti occupare le Isole Malvine e la Georgia del Sud, cosa che accadde nell'aprile del 1982, dando inizio alla guerra delle Falkland.